# Alwine Tettenborn

Alwine Tettenborn (1911)

Marie Christiane Wilhelmine Alwine Tettenborn (auch: Dettenborn) geborene Freudentheil (* 7. Oktober 1857 in Otterndorf, Kreis Hadeln; † 13. Januar 1923 in Wiesbaden) war eine deutsche Rechtswissenschaftlerin. Sie war die erste Frau, die in Preußen zum Dr. iur. promoviert wurde.

## Leben
Ihre Eltern waren der Arzt Carl Wilhelm Julius Freudentheil (1828–1892) und dessen Ehefrau Emma Maria geborene Beyme (1838–1927). Der Vater war ein Sohn des Advokaten und Abgeordneten Gottlieb Wilhelm Freudentheil. 1879 heiratete Alwine Freudentheil in Stade Max Tettenborn (geb. 1851 in Halle/Saale), Oberlehrer an der Höheren Töchterschule in Kassel, der bereits 1885 verstarb.
Alwine Tettenborn starb 1923 im Alter von 65 Jahren in ihrer Wiesbadener Wohnung.

## Dissertation
Tettenborn promovierte 1911 in Bonn mit einer völkerrechtlichen Dissertation über das Haager Schiedsgericht (Arbeitstitel: Das internationale Schiedsgericht auf Grund der Haager Konventionen; Publikation: Das Haager Schiedsgericht. Eine völkerrechtliche Studie, Universitäts-Buchdruckerei Carl Georgi, Bonn 1911) bei Philipp Zorn, dessen Ansichten sie in allen wesentlichen Punkten folgt. Tettenborns Arbeit wird als einschlägig erwähnt in der 22. Aufl. von Robert Hue de Grais’ Handbuch der Verfassung und Verwaltung in Preußen und dem Deutschen Reiche (Springer Verlag Berlin Heidelberg GmbH 1914, S. 159, Anm. 5, Ansicht in der Google-Buchsuche) und behandelt ein damals hochaktuelles völkerrechtliches Thema.
Die zu ihrer Zeit rasante Rechtsentwicklung auf dem Gebiet der zwischenstaatlichen Streitbeilegung wurde 1914 durch den Ersten Weltkrieg unterbrochen, dessen Ausbruch mit diesen Mechanismen eigentlich verhindert werden sollte. Der Rezensent und Friedensforscher Hans Wehberg bezeichnete Tettenborns 87 Seiten starke Studie als „die einzige kürzere, trotz aller Wissenschaftlichkeit sehr gemeinverständlich und populär gehaltene Schrift über die friedensrechtlichen Arbeiten der Haager Konferenzen. Sie wäre daher besonders geeignet, um in weiten Kreisen über das wertvolle Werk vom Haag aufzuklären.“